# Liste des massacres perpétrés pendant la guerre civile algérienne
À partir de 1991, pendant la guerre civile algérienne, de nombreux massacres ont été commis en Algérie, tous ou presque revendiqués par le Groupe islamique armé (GIA), d'autres jamais revendiqués.
Cette liste non-exhaustive présente une minorité parmi les massacres sur la population: ceux ayant causé la mort de 50 personnes ou plus.

## Massacres
| Alger                | Mutinerie de la Prison de Serkadji Massacre de Beni Messous Massacre de Bentalha                                                                      | 21 février 1995 5-6 septembre 1997 22 septembre 1997                                              | 109 ~100 ~200         |
| Ain-Defla            | Massacre de Ain-Delfa Massacre de Oued El-Had et Mezouara                                                                                             | mars 1994 3 août 1997                                                                             | 80 76                 |
| Batna                | Massacre de la route Betna-M'Sila | 17 août 1996                                                                                      | 63                    |
| Chlef                | Massacre de Ténès Massacre de Tadjena | 4 mai 1994 8 décembre 1998                                                                        | ~173 81               |
| Médéa                | Massacre de la prison de Berrouaghia Massacre de Thalit Massacre d'Omaria Massacre de Chouardia Massacre d'El Guelb El Kebir                          | 14 novembre 1994 3-4 avril 1997 23 avril 1997 26 mars 1998 19 septembre 1997                      | ~50 52 43 40 53       |
| M'Sila               | Massacre de Daïat Labguer | 16 juin 1997                                                                                      | 50                    |
| Oran                 | Massacre de Sidi Daoud | 12 octobre 1997                                                                                   | ~50                   |
| Relizane             | Massacre de Kharouba Massacre de Sahnoune Massacre de El Abadel Massacre de Ouled-Tayeb Massacre de Ramka                                             | 30 décembre 1997 2-3 janvier 1998                                                                 | 176 113 73 50 1000    |
| Saïda                | Massacre de Balloul | 2 septembre 1998                                                                                  | ~50                   |
| Bouira et Blida      | Massacre de Blida Massacre de Haouch Khemisti Massacre de Si Zerrouk Massacre de Souhane Massacre de Beni Ali Massacre de Raïs Massacre de Sidi Hamed | mars 1994 21 avril 1997 27 juillet 1997 20-21 août 1997 26 août 1997 29 août 1997 11 janvier 1998 | 82 ~100 51 63 64 ~200 |
| Tiaret et Tissemsilt | Massacre de Sid El-Antri | 23-24 décembre 1997                                                                               | ~100                  |

## Sources
- "Anatomie des massacres", Ait-Larbi, Ait-Belkacem, Belaid, Nait-Redjam et Soltani, dans Une enquête sur les massacres algériens, éd. Bedjaoui, Aroua et Ait-Larbi, Hoggar: Genève 1999.